# Tumba (jezero)
Tumba (francouzsky Lac Tumba) je jezero v centrální části Konžské pánve v Demokratické republice Kongo. Má rozlohu 765 km². Dosahuje maximální hloubky 8 m. Vzniklo zatopením systému říčních údolí.

## Vodní režim
Voda z jezera odtéká průtokem Irebu do řeky Kongo.

## Historie
Jezero bylo objeveno v roce 1883 H. M. Stanleyem.